# I'm Glad
"I'm Glad" é uma canção escrita por Jennifer Lopez, Cory Rooney, Troy Oliver, Andre Deyo e J.B. Weaver, Jr. para o terceiro álbum de estúdio de Jennifer Lopez, This Is Me... Then. Lançada em 2003, a música não seguiu o sucesso de seus dois singles anteriores, atingindo o #32 na Billboard Hot 100, embora a sua versão remix tenha ficado no #4 na Hot Dance Club Songs.

## Videoclipe
O videoclipe foi dirigido por David LaChapelle. A Coreografia do vídeo foi feita por Jeffrey Hornaday, que foi adaptada para o filme de 1983, Flashdance, estrelado por Jennifer Beals, que interpreta, Alexandra Owens, que é uma trabalhadora de construção civil durante o dia e uma dançarina exótica na noite. No videoclipe Jennifer Lopez usa roupas semelhantes à que Jennifer Beals usava no filme. Em uma entrevista Jennifer Lopez afirmou que esse é um dos seus videoclipes mais complicados e que um grande esforço foi poste nele.
A recriação de cenas do filme, Flashdance, levou Maureen Marder — cuja vida foi a inspiração para o enredo do filme — a processar Jennifer Lopez, Sony Corporation e Paramount Pictures por violação de direitos autorais em Novembro de 2003, alegando que o vídeo foi uma representação não autorizada da sua história de vida. O processo foi julgado como improcedente em Junho de 2006.

## Faixas e formatos
| EP digital |                                             |         |  |
| N.º        | Título                                      | Duração |  |
| 1.         | "I'm Glad"                                  | 3:42    |  |
| 2.         | "I'm Glad" (Paul Oakenfold Perfecto Remix)  | 5:47    |  |
| 3.         | "I'm Glad" (Ford's Siren Club Mix)          | 5:28    |  |
| 4.         | "All I Have" (Ignorants Mix) com LL Cool J) | 4:02    |  |

| CD single |                                            |         |  |
| N.º       | Título                                     | Duração |  |
| 1.        | "I'm Glad"                                 | 3:42    |  |
| 2.        | "I'm Glad" (J-Lo Vs. Who Da Funk Main Mix) | 7:21    |  |
| 3.        | "I'm Glad" (Murk Miami Mix)                | 8:00    |  |

| Download digital |                                            |         |  |
| N.º              | Título                                     | Duração |  |
| 1.               | "I'm Glad"                                 | 3:44    |  |
| 2.               | "I'm Glad" (Paul Oakenfold Perfecto Remix) | 5:54    |  |

## Prêmios e indicações
| Ano  | Prêmiação                         | Categoria                        | Resultado |
| ---- | --------------------------------- | -------------------------------- | --------- |
| 2003 | MTV Video Music Awards            | Melhor Vídeo Feminino            | Indicado  |
| 2003 | MTV Video Music Awards            | Melhor Vídeo Dance               | Indicado  |
| 2003 | MTV Video Music Awards            | Melhor Coreografia em um Vídeo   | Indicado  |
| 2003 | MTV Video Music Awards            | Melhor Direção de Arte           | Indicado  |
| 2003 | Teen Choice Awards                | Escolha de Melhor Canção de Amor | Indicado  |
| 2004 | Groovevolt Music & Fashion Awards | Vídeo do Ano                     | Indicado  |
| 2004 | Billboard Latin Music Awards      | Single Dance Latino Mais Vendido | Venceu    |

## Desempenho
| Tabelas musicais (2003)                          | Melhor posição |
| ------------------------------------------------ | -------------- |
| Alemanha - German Singles Chart                  | 44             |
| Austrália - Australian ARIA Singles Chart        | 10             |
| Áustria - Ö3 Austria Top 40                      | 50             |
| Bélgica - Belgian Ultratop 50 Singles (Flanders) | 31             |
| Bélgica - Belgian Ultratop 40 Singles (Wallonia) | 30             |
| Canadá - Canadian Singles Chart                  | 8              |
| Países Baixos - Dutch Top 40                     | 6              |
| Hungria - Hungarian Mahasz Airplay Chart         | 37             |
| Irlanda - Irish Singles Chart                    | 19             |
| Itália - FIMI Singles Chart                      | 17             |
| Nova Zelândia - RIANZ Singles Chart              | 22             |
| Roménia - Romanian Top 100                       | 73             |
| Suécia - Swedish Singles Chart                   | 51             |
| Suíça - Swiss Singles Chart                      | 21             |
| Reino Unido - UK Singles Chart                   | 11             |
| Estados Unidos - Billboard Hot 100               | 32             |
| Estados Unidos - Pop Songs                       | 13             |
| Estados Unidos - Dance/Club Play Songs           | 4              |

| País / Certificadora | Certificação |
| -------------------- | ------------ |
| Austrália / ARIA     | Ouro         |